# 제주MBC TV
제주MBC TV는 제주MBC에서 운영하는 종합 텔레비전 방송 채널이다.

## DMB 방송
2007년 9월 14일부터 DMB 방송국 Jeju MBC가 개국함으로써 DMB에서도 제주 MBC TV를 볼 수 있게 되었다.